# Anabolia lombarda
Anabolia lombarda is een schietmot uit de familie Limnephilidae. De soort komt voor in het Palearctisch gebied.